# Ein Prozent ist genug
Ein Prozent ist genug heißt der Bericht an den Club of Rome des Jahres 2016. Er trägt den Untertitel „Mit wenig Wachstum soziale Ungleichheit, Arbeitslosigkeit und Klimawandel bekämpfen“. Der Titel der englischen Ausgabe lautet: „Reinventing prosperity“. Die beiden Autoren Jørgen Randers und Graeme Maxton sind in der Beurteilung der Wochenzeitung Die Zeit zwei der weltweit einflussreichsten Zukunftsforscher. Der damalige Bundesentwicklungsminister Gerd Müller sagte bei der Buchvorstellung, dass der Club of Rome seiner Zeit immer voraus gewesen sei: „Unser westliches Wirtschafts- und Konsummodell ... [sei] nicht das Zukunftsmodell für Indien und Afrika.“
In dem Buch geht es nicht nur um eine Begrenzung des Wachstums in den Industrieländern, sondern um eine Abkehr vom derzeitigen marktradikalen Denken insgesamt und um einen radikalen Umbau der Volkswirtschaften. „Das Wirtschaftssystem ist eher der Grund unserer Probleme und nicht ihre Lösung“, so die Autoren. Mit ihren Thesen versprechen sie sich Zustimmung breiter Kreise: „Unsere Vorschläge dürften für die demokratische Mehrheit der Wähler sehr attraktiv sein, denn so gut wie alle Maßnahmen schaffen nicht nur langfristig eine bessere Welt, sondern auch kurzfristig unmittelbare Vorteile für die meisten Menschen“.
Neben dem Wirtschaftssystem geht es den Autoren um die Begrenzung der Weltbevölkerung. Die Verdoppelung der Bevölkerung in den vergangenen 50 Jahren identifizieren sie als die Hauptursache für die fortschreitende Zerstörung unseres Planeten und plädieren dafür, die Wachstumsrate der Bevölkerung weiter zu drosseln bzw. ins Negative zu kehren.

## „13 Vorschläge zur Verminderung der Arbeitslosigkeit, der Ungleichheit und der Erderwärmung“
1. Verkürzung der Jahresarbeitszeit, damit jeder mehr Freizeit hat.
2. Anhebung des Renteneintrittsalters, damit ältere Menschen ihren Lebensunterhalt so lange selbst bestreiten können, wie sie wollen.
3. Eine Neudefinition des Begriffs „bezahlte Arbeit“, der auch die häusliche Pflege von Angehörigen umfasst.
4. Erhöhung des Arbeitslosengeldes, um während des Übergangs die Nachfrage zu stärken.
5. Erhöhung der Steuern von Unternehmen und Reichen, um die Gewinne umzuverteilen, vor allem die aus der Automatisierung.
6. Verstärkter Einsatz grüner Konjunkturpakete, finanziert durch zusätzlich „gedrucktes“ Geld oder Steuererhöhungen, damit der Staat auf den Klimawandel reagieren und Einkommen umverteilen kann.
7. Besteuerung fossiler Brennstoffe und faire Verteilung der Erlöse auf alle Bürger, damit kohlenstoffarme Energie konkurrenzfähig wird.
8. Verlagerung von der Einkommensbesteuerung auf die Besteuerung von Emissionen und Rohstoffverbrauch, um den ökologischen Fußabdruck zu verringern, Arbeitsplätze zu erhalten und die Nutzung von Rohstoffen zurückzufahren.
9. Erhöhung der Erbschaftssteuern zur Verringerung der Ungleichheit und zur Erhöhung der staatlichen Einnahmen.
10. Förderung gewerkschaftlicher Organisation, um die Einkommen zu steigern und die Ausbeutung zu verringern.
11. Beschränkung des Außenhandels, wo nötig, um Arbeitsplätze zu erhalten, das allgemeine Wohlergehen zu erhöhen und die Umwelt zu schützen.
12. Förderung kleinerer Familien (Geburtenkontrolle), um den Bevölkerungsdruck auf den Planeten zu verringern.
13. Einführung eines existenzsichernden Grundeinkommens für diejenigen, die es am dringendsten brauchen, damit alle ohne Zukunftsangst leben können.

(Wörtlich zitiert aus der Buchvorstellung in „slideshare.net/ClubofRome/slideshow-reinventing-prosperity-deutsch“.)

## Weitere Forderungen
- Steuern auf Zucker: Die Folgen von Adipositas, Depressionen und verkürzter Lebenszeit sollen von den Herstellern der entsprechenden Lebensmittel getragen werden.[6][3]
- Abkehr vom Freihandel: Ein liberalisierter Handel könne die Arbeitslosigkeit verschlimmern, weil er den Unternehmen die Verlagerung von Arbeitsplätzen ins Ausland erleichtere.[7][6][3]
- Geburtenkontrolle in Industriestaaten: Kinder in Industriestaaten verbrauchen 30-mal so viele Ressourcen wie Kinder in Entwicklungsländern. Deshalb müssten die Geburtenzahlen auch in Industriestaaten sinken. Frauen, die höchstens ein Kind bekommen, sollten deshalb eine Geldprämie erhalten.[7]

## Rezeption
Das Buch stieß auf zahlreiche positive Resonanz. Einige Zitate illustrieren dies:
- „Wer wissen will, warum Wachstum unseren Wohlstand gefährdet und was jetzt zu tun ist, muss dieses Buch lesen.“ Herman E. Daly, em. Prof. University of Maryland
- „Eine faszinierende, detaillierte Betrachtung einiger der fundamentalsten Fragen, welchen unsere Spezies jemals gegenüberstand – und ein schlagkräftiges Argument für mehr Reife anstatt endlosem Wachstum.“ Bill McKibben, Autor des Buchs “Deep Economy”
- „Ein Prozent ist Genug, die Studie, welche knapp 45 Jahre nach Grenzen des Wachstums erscheint, ist ein weiterer Weckruf von historischer Bedeutung. Ich stimme ihren Vorschlägen für eine andere Volkswirtschaft, welche sowohl gerechter als auch nachhaltiger ist, voll und ganz zu.“ Ruud Lubbers, Co-Gründer der Earth Charter
- „Eine mutige Analyse, welche die Doktrinen der orthodoxen Ökonomie zerschmettert. Der Analyse zugrunde liegend bieten die Autoren dreizehn Vorschläge, um Arbeitslosigkeit, Ungleichheit und Klimawandel zu reduzieren.“ Ernst Ulrich von Weizsäcker, Co-Präsident des Club of Rome
- „Maxton und Randers präsentieren einen neuen Weg in Richtung Nachhaltigkeit, indem sie Vorschläge unterbreiten, welche der Mehrheit der Menschen Vorteile brächten. Ein Prozent ist Genug ist ein wichtiges Buch, voller neuer Einsichten und unkonventionellen Ideen.“ Roberto Peccei, Vice Chancellor for Research Emeritus, UCLA
- „Maxton und Randers bahnbrechendes Buch bringt uns 13 Schritte näher an eine CO2-freie Weltwirtschaft bis 2050.“ Mathis Wackernagel, Gründer und CEO, Global Footprint Network
- „Das Buch macht Hoffnung, dass es einen Weg in eine bessere Zukunft gibt.“ Franz Josef Radermacher, Universität Ulm

Es gab aber auch kritische Stellungnahmen. So hielt Die Zeit den Vorschlag zur Begrenzung der Weltbevölkerung für einen „bevölkerungspolitischen Holzhammer“. Das Buch insgesamt sei „konstruktiver und zielstrebiger als frühere Berichte des Club of Rome.“ Und Die Tageszeitung urteilte über die 1-Kind-Prämie kurz und bündig: „der Vorschlag ist Schwachsinn“. Sie argumentierte, „dass die Geburtenraten [ohnehin] überall dort zurückgehen, wo Frauen Bildung und Rechte genießen“.